# Heřmanov (Kolešovice)
Heřmanov (dříve Hermannsdorf) je malá vesnice, část obce Kolešovice v okrese Rakovník ve Středočeském kraji. V roce 2011 zde trvale žilo 19 obyvatel.

## Historie
První písemná zmínka o vesnici pochází z roku 1748. Název vsi pochází od majitele zdejšího panství, Heřmana z Questenberka.

## Obyvatelstvo
Při sčítání lidu v roce 1921 zde žilo 216 obyvatel (z toho 106 mužů), z nichž bylo 41 Čechoslováků a 175 Němců. Většina se hlásila k římskokatolické církvi, ale sedm lidí patřilo k církvi československé a čtyři byli bez vyznání. Podle sčítání lidu z roku 1930 měla vesnice 187 obyvatel: 32 Čechoslováků a 155 Němců. Kromě římskokatolické většiny zde žili čtyři evangelíci, dva členové církve československé a tři lidé bez vyznání.
| Rok            | 1869 | 1880 | 1890 | 1900 | 1910 | 1921 | 1930 | 1950 | 1961 | 1970 | 1980 | 1991 | 2001 | 2011 | 2021 |
| -------------- | ---- | ---- | ---- | ---- | ---- | ---- | ---- | ---- | ---- | ---- | ---- | ---- | ---- | ---- | ---- |
| Počet obyvatel | 257  | 291  | 242  | 233  | 204  | 216  | 187  | 90   | 80   | 40   | 18   | 6    | 10   | 19   | 28   |
| Počet domů     | 36   | 41   | 37   | 44   | 40   | 39   | 41   | 46   | 46   | 16   | 10   | 16   | 14   | 16   | 16   |

## Další fotografie

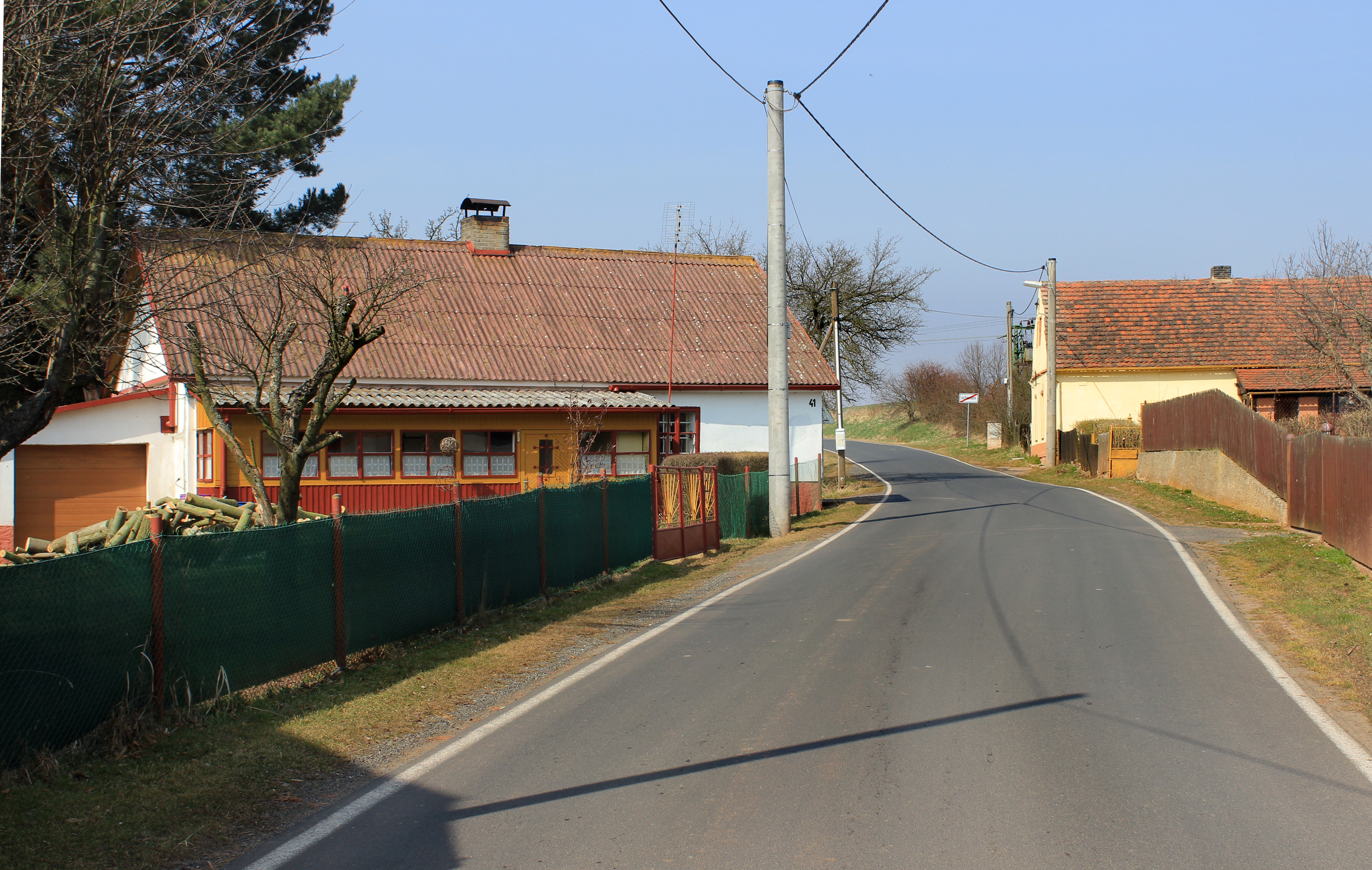
Severní část vsi
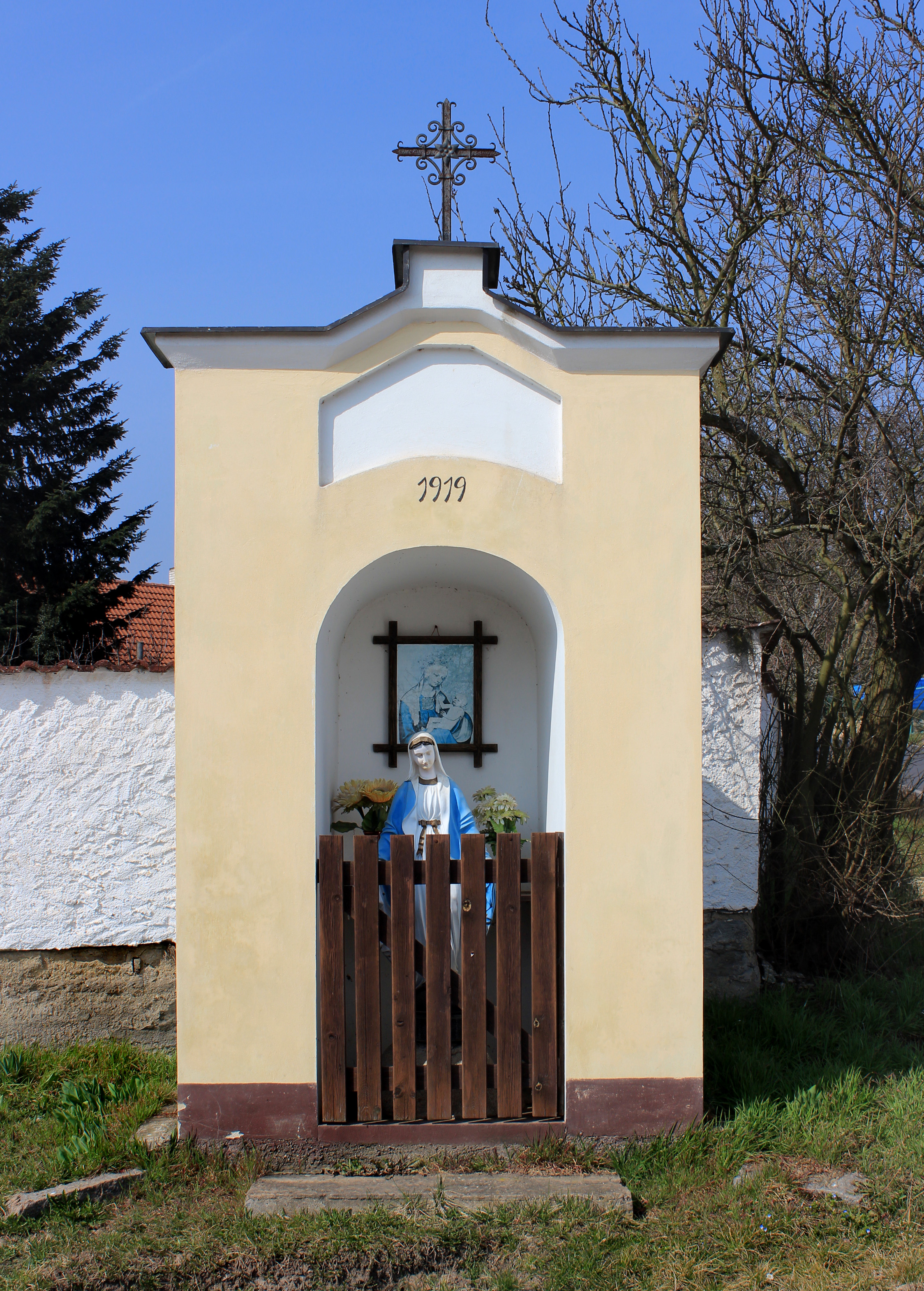
Kaplička Panny Marie
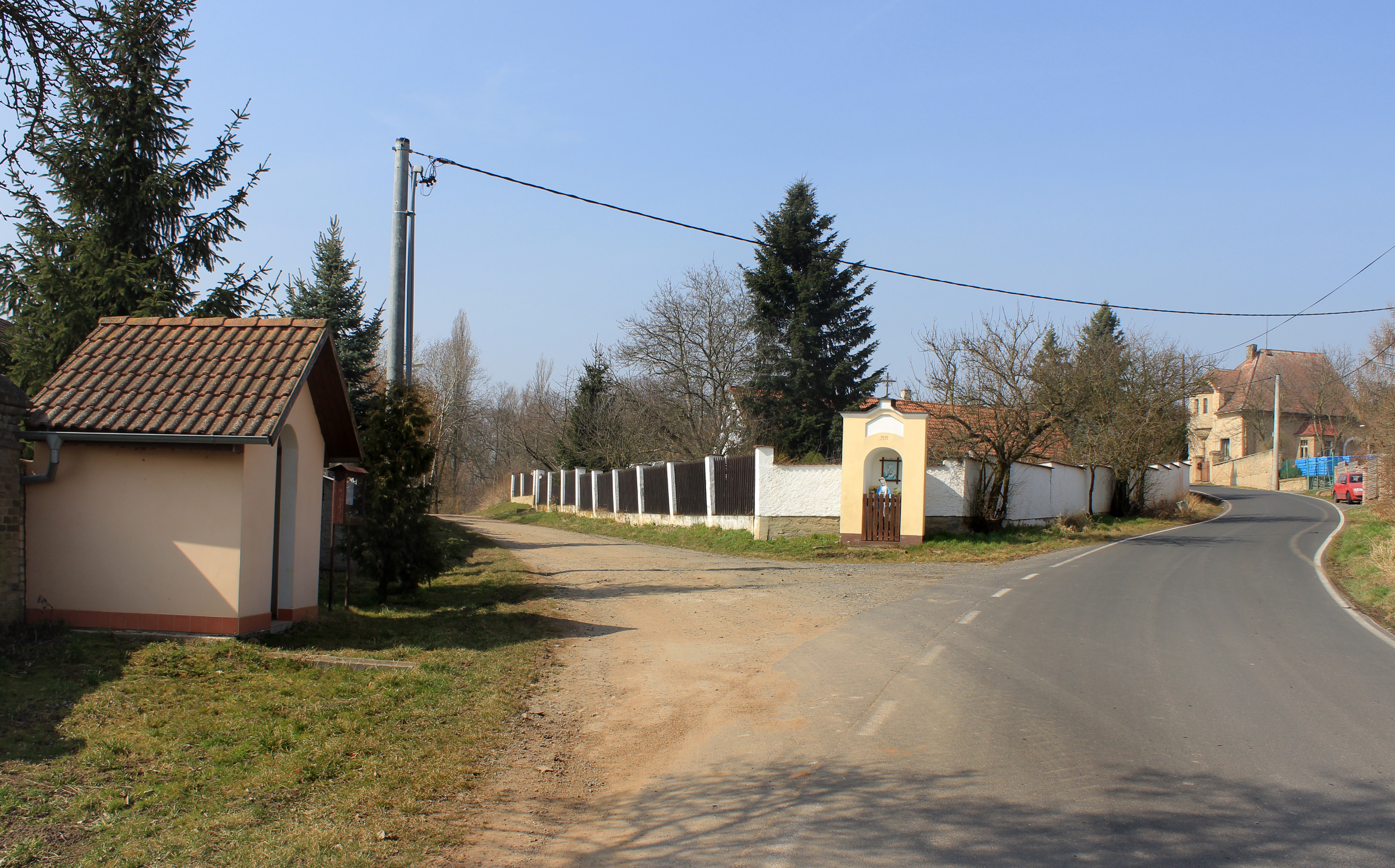
Rozcestí u východního okraje vsi